# کتنیمین

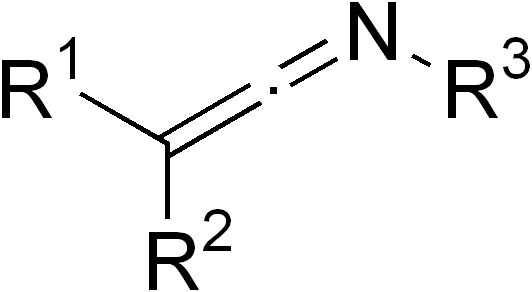
ساختار کلی کتنیمین

کتنیمینها گروهی از ترکیب‌های آلی اند که گروه عاملی مشترک با ساختار عمومی R1R2C=C=NR3 دارند. کتنیمین از تجمیع آلکن و ایمین بدست می‌آید و با آلن و کتن مرتبط است.
ترکیب مادر کتنیمین فرمول CH2CNH را دارد.